# Internationale luchthaven Tan Son Nhat
De Internationale luchthaven Tân Sơn Nhất (Vietnamees: Sân bay quốc tế Tân Sơn Nhất) (IATA: SGN, ICAO: VVTS) is een internationale luchthaven in het noorden van Ho Chi Minhstad, Vietnam. Tân Sơn Nhất is de grootste luchthaven in Vietnam, gelegen op 7 km van de binnenstad, en wordt volledig omringd door bebouwing. Hierdoor is er geen uitbreidingsmogelijkheid en is het moeilijk te voldoen aan toegenomen veiligheidseisen. De nieuwe internationale luchthaven Long Thành is in aanbouw. Tân Sơn Nhất zou na de opening van deze nieuwe luchthaven gaan fungeren als luchthaven voor enkel binnenlands verkeer. Internationale vluchten naar Ho Chi Minhstad zullen worden verplaatst naar de luchthaven Long Thành. 
In 2006 handelde de luchthaven 8,5 miljoen passagiers af, in 2011 ging het al om meer dan 16,7 miljoen passagiers en 593.494 metrische ton cargo. De luchthaven wordt gebruikt door meer dan de helft van de luchtpassagiers van Vietnam en door twee derde van de internationale luchtpassagiers van dit land.

## Geschiedenis
De internationale luchthaven is een voortzetting van Vliegbasis Tân Sơn Nhứt. Deze vliegbasis werd tijdens de Vietnamoorlog gebruikt door het Amerikaans leger. In 1975 was er een vliegramp.

## Luchtvaartmaatschappijen en bestemmingen
Onder voorbehoud van wijzigingen:

### Terminal 1 (binnenland)
Alle binnenlandse vluchten zitten in Terminal 1.
| Luchtvaartmaatschappij              | Bestemmingen |
| ----------------------------------- | --- |
| Air Mekong                          | Buon Ma Thuot, Con Dao, Da Lat, Hanoi, Phu Quoc, Pleiku, Qui Nhon                                                               |
| Pacific Airlines                    | Da Nang, Hai Phong, Hue, Hanoi, Vinh, Nha Trang (seizoensgebonden)                                                              |
| VietJet Air                         | Buon Ma Thuot, Da Lat, Da Nang, Hai Phong, Hanoi, Hue, Nha Trang, Phu Quoc, Vinh                                                |
| Vietnam Airlines                    | Buon Ma Thuot, Can Tho, Da Lat, Da Nang, Dong Hoi, Hai Phong, Hanoi, Hue, Nha Trang, Phu Quoc, Pleiku, Qui Nhon, Rach Gia, Vinh |
| Vietnam Air Service Company (VASCO) | Ca Mau, Chu Lai, Con Dao, Tuy Hoa                                                                                               |

### Terminal 2 (buitenland)
Alle buitenlandse vluchten zitten in Terminal 2.
| Luchtvaartmaatschappij     | Bestemmingen |
| -------------------------- | --- |
| AirAsia                    | Kuala Lumpur |
| Air China                  | Beijing-Capital, Shenzhen |
| Air France                 | Parijs-Charles de Gaulle |
| Aeroflot                   | Moskou-Sjeremetjevo |
| Aerosvit Airlines          | Kiev-Boryspil |
| All Nippon Airways         | Tokio-Narita |
| Asiana Airlines            | Pusan, Seoul-Incheon |
| Cambodia Angkor Air        | Phnom Penh, Siem Reap |
| Cathay Pacific             | Hong Kong |
| Cebu Pacific               | Manila |
| China Airlines             | Taipei-Taoyuan |
| China Eastern Airlines     | Shanghai-Pudong |
| China Southern Airlines    | Guangzhou |
| Continental Airlines       | Hong Kong, Tokio-Narita |
| Emirates                   | Dubai |
| EVA Air                    | Taipei-Taoyuan |
| Finnair                    | Helsinki (seizoensgebonden) |
| Indonesia AirAsia          | Jakarta-Soekarno-Hatta |
| Japan Airlines             | Tokio-Narita |
| Jetstar Airways            | Darwin, Sydney |
| Jetstar Asia Airways       | Singapore |
| Korean Air                 | Seoel-Incheon |
| Lao Airlines               | Pakse, Vientiane |
| Lion Air                   | Jakarta, Singapore |
| Lufthansa                  | Frankfurt |
| Malaysia Airlines          | Kuala Lumpur |
| Mandarin Airlines          | Kaohsiung, Taichung |
| Nok Air                    | Bangkok-Don Mueang |
| Philippine Airlines        | Manilla |
| Qatar Airways              | Phnom Penh, Doha |
| Royal Brunei               | Bandar Seri Begawan |
| S7 Airlines                | Novosibirsk (seizoensgebonden) |
| Shenzhen Airlines          | Shenzhen |
| Sichuan Airlines           | Chengdu, Nanning |
| Singapore Airlines         | Singapore |
| Thai Airways International | Bangkok-Suvarnabhumi |
| Thai AirAsia               | Bangkok-Don Mueang |
| Tiger Airways              | Singapore |
| Turkish Airlines           | Bangkok-Suvarnabhumi, Istanboel |
| Uni Air                    | Kaohsiung |
| United Airlines            | Hong Kong, San Francisco |
| VietJet Air                | Bangkok-Suvarnabhumi, Singapore |
| Vietnam Airlines           | Bangkok-Suvarnabhumi, Beijing-Capital, Busan, Frankfurt, Fukuoka, Guangzhou, Hong Kong, Kaohsiung, Kuala Lumpur, Londen-Gatwick, Melbourne, Moskou-Domodedovo, Nagoya-Centrair, Osaka-Kansai, Parijs-Charles de Gaulle, Phnom Penh, Seoel-Incheon, Shanghai-Pudong, Siem Reap, Singapore, Sydney, Taipei-Taoyuan, Tokio-Narita, Vientiane, Yangon, Cheongju, Daegu (seizoensgebonden) |

## Afbeeldingen

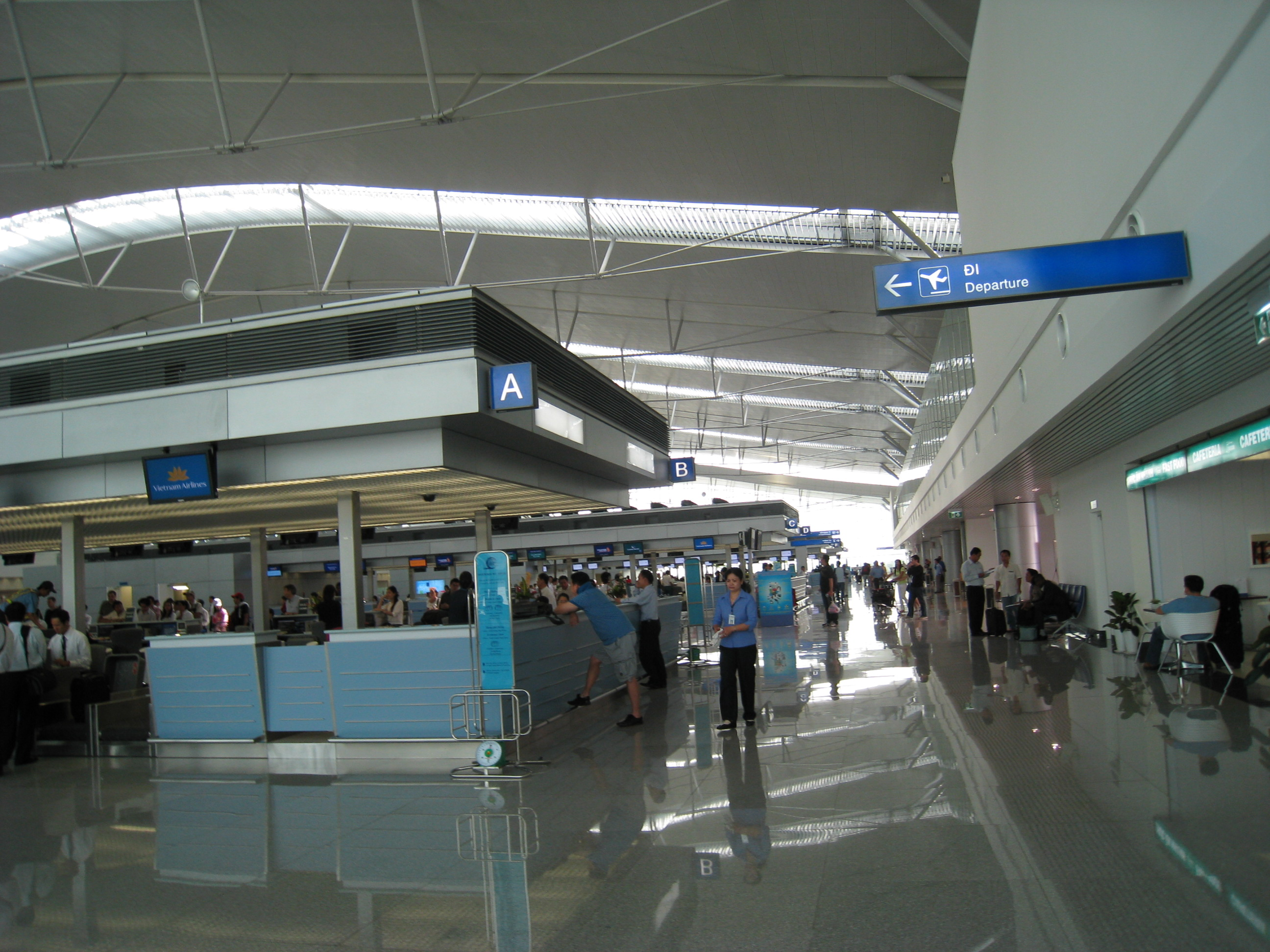
De vertrekhal
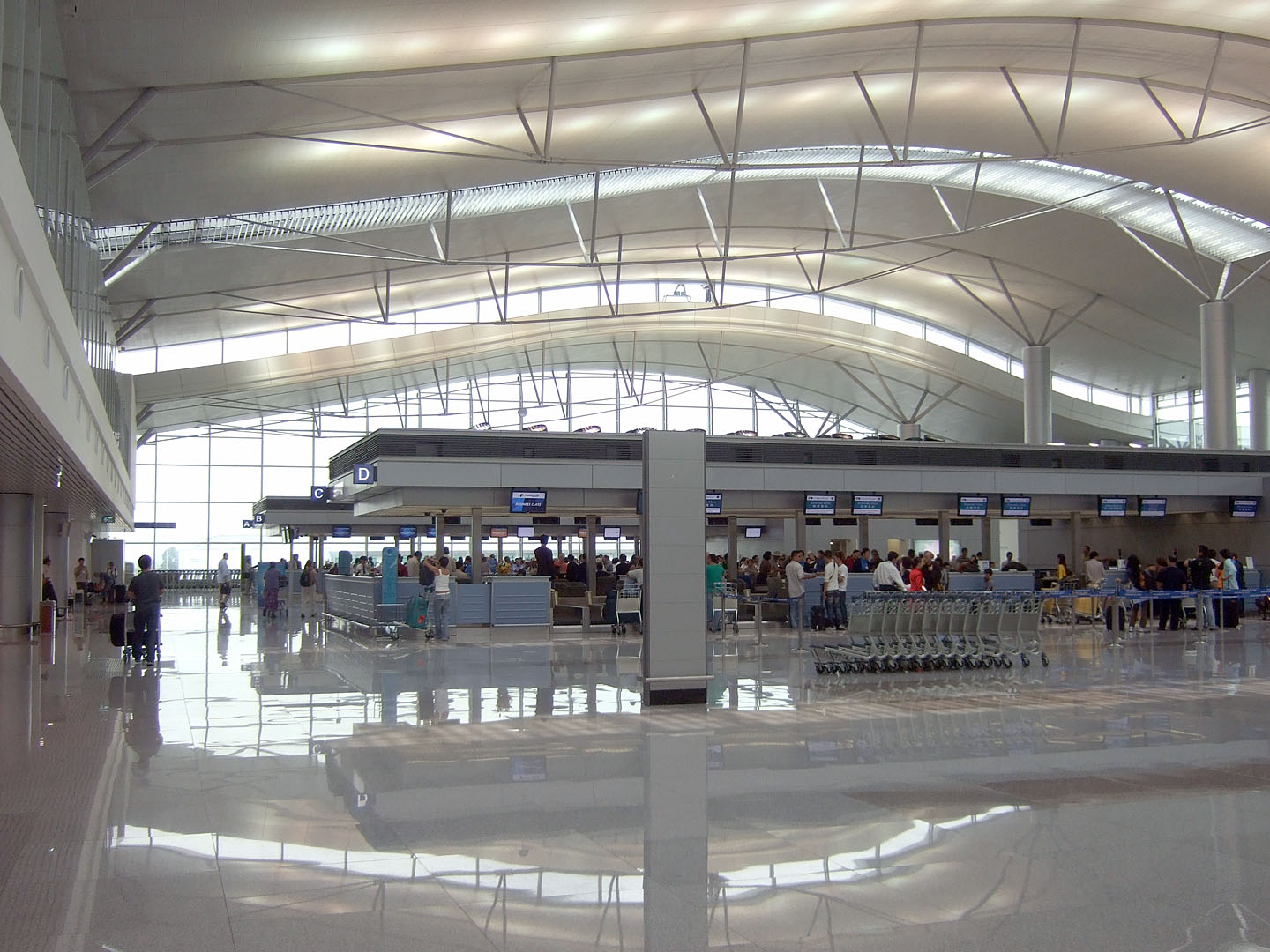
Terminal 2